# Armin Meiwes
Armin Meiwes (Essen, Njemačka,1. prosinca 1961.) ubojica je i kanibal koji je 2001. stavio oglas na internet u kojem je tražio muškarca između 18 i 30 godina da ga pojede. Na oglas se javilo nekoliko stotina ljudi iz Europe i svijeta, ali je Armin odabrao Bernda Jürgena Brandesa.

## Ubojstvo i kanibalizam
Nakon što je na internetu objavljen oglas, na njega mu se javio Bernd Jürgen Brandes koji je njemačkoj policiji bio poznat odprije po homoseksualnim aferama.
Dana 9. ožujka 2001. godine, Bernd Jürgena Brandes se pojavio na vratima Meiwesa koji ga je lijepo ugostio. Dogovor je bio da Berndu Jürgenu Brandesu prvo odsiječe penis te da ga obojica pojedu sirovoga. Brandes je inzistirao da Meiwes odgrize penis, no kako to nije išlo, na kraju su ga je odsijekao i pekao uz dodatke papra, soli i češnjaka.
Prema riječima novinara koji je vidio snimku svega toga, Meiwes je čitao knjigu "Star Trek" dok je Branes krvario satima u kadi. Meiwes mu je davao velike količine alkohola i tableta protiv bolova. Nakon što je Brandes umro, Meiwes ga je objesio za kuku, razrezao ga na komade mesa i stavio u hladnjak. Cijeli je prizor snimljen na videosnimci koja traje 2 sata, a videosnimka nikada nije objavljena u javnosti. Meiwes je cijelog Brandesa pojeo za 10 mjeseci, čije je ostatke tijela uskladištio u zamrzivaču.

## Uhićenje
Meiwes je uhićen u prosincu 2002. godine nakon što je anonimni čovjek u Innsbrucku dojavio da je na internetu vidio oglas o Meiwesovim namjerama. Detektivi i istražitelji pretražili su Meiwesov dom i našli snimku i neke dijelove tijela Brandesa.
30. siječnja 2004. godine Armin Meiwes osuđen je na 102 mjeseca zatvora zbog ubojstva. Cijeli slučaj pratili su i mediji koji Meiwesa nisu smatrali ludim koliko Brandesa koji je sve to dopustio. Meiwesa nisu mogli osuditi zbog kanabalizma zbog toga što nije bio predviđen u zakonu.
Meiwes se pokajao za to što je učinio i priznao svoja nedjela. Čak je izjavio da piše knjigu o svome životu. Meiwes je jednom prilikom izjavio da ne može vjerovati kolko se ljudi javilo na oglas i da bi svi oni trebali otići na bolničko liječenje. Vjeruje se da je otprilike 800 kanibala u njemačkoj.

## Privatni život
Armin Meiwes odslužuje osmoipolgodišnju zatvorsku kaznu zbog ubojstva. Čak je pomogao policiji uhvatiti dvojicu kanibala koji su ubijali pa jeli ljude od 1998. do 2000. godine. Njemački metal sastav "Rammstein" je napisao pjesmu "Mein Teil" koja govori o stravičnom ubojstvu Brandesa, a američki kantautor Marilyn Manson je napravio album na temu toga ubojstva "Eat me, Drink me".

## Vanjske poveznice
- Profile: Cannibal Armin Meiwes, BBC News
- Guardian Unlimited article about the case
- Cannibal film banned in Germany
- Mein Teil by Rammstein  Arhivirana inačica izvorne stranice od 8. ožujka 2008. (Wayback Machine)
- Armin Meiwes Trial Documents